# Sorocha bousqueti
Sorocha bousqueti är en skalbaggsart som beskrevs av Soula 2006. Sorocha bousqueti ingår i släktet Sorocha och familjen Rutelidae. Inga underarter finns listade i Catalogue of Life.